# Ralf Bohn

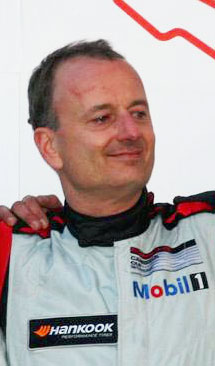
Ralf Bohn, deutscher Rennfahrer (2015 bei den 12h von Mugello)

Ralf Bohn (* 20. September 1971 in Alsfeld) ist ein deutscher Autorennfahrer.

## Karriere im Motorsport
Die Fahrerkarriere von Ralf Bohn begann Anfang der 2010er-Jahre im GT-Sport. Ein erster Erfolg war der zweite Rang hinter Rolf Ineichen in der Amateurwertung des Porsche Carrera Cup Deutschland 2014. 2015 erreichte in der Amateurwertung dieser Rennserie den dritten Rang.
In der zweiten Hälfte des Jahrzehnts startete er vor allem in der Intercontinental GT Challenge und der 24H Series, wo er 2020 den zweiten Endrang in der GT3-Pro-Klasse erreichte. Unter anderem gelangen ihm zwischen 2015 und 2021 14 Gesamtsiege in der 24h-Serie, die er vornehmlich im Team von Herberth Motorsport erzielte. Sein bisher größter Erfolg in einer Sportwagenserie war der Gesamtsieg in der GT-Klasse der Asian Le Mans Series 2021, gemeinsam mit den Brüdern Alfred und Robert Renauer im Porsche 991 GT3 R. Dank dieses Erfolges erhielt Herberth Motorsport eine Starterlaubnis bei den 24 Stunden von Le Mans 2021.

## Statistik

### Le-Mans-Ergebnisse
| Jahr | Team                | Fahrzeug           | Teamkollege    | Teamkollege   | Platzierung | Ausfallgrund |
| ---- | ------------------- | ------------------ | -------------- | ------------- | ----------- | ------------ |
| 2021 | Herberth Motorsport | Porsche 911 RSR-19 | Robert Renauer | Rolf Ineichen | Rang 38     |              |

### Einzelergebnisse in der FIA-Langstrecken-Weltmeisterschaft
| Saison | Team                | Rennwagen       | 1   | 2   | 3   | 4   | 5   | 6   |
| ------ | ------------------- | --------------- | --- | --- | --- | --- | --- | --- |
| 2021   | Herberth Motorsport | Porsche 911 RSR | SPA | POR | MON | LEM | BAH | BAH |
| 2021   | Herberth Motorsport | Porsche 911 RSR | 38  |     |     |     |     |     |